# Krajobraz
Krajobraz znači određeno područje, viđeno ljudskim okom, čija je narav rezultat međusobnog djelovanja prirodnih i/ili ljudskih čimbenika.
Europska konvencija o krajobrazima (engleski: European landscape convention, službeno „Konvencija o europskim krajobrazima”) usvojena je u Strasbourgu 19. srpnja 2000. godine. Konvencija za ciljeve ima promicati zaštitu krajobraza, upravljanje i planiranje te organizirati europsku suradnju o pitanjima krajobraza.
Hrvatski sabor potvrdio je Konvenciju Zakonom o potvrđivanju Konvencije o europskim krajobrazima (NN br. 144/02), donesenim na sjednici 19. rujna 2002. godine. 

## Upravljanje krajobrazom
Upravljanje krajobrazom znači djelovanje, sa stajališta održivog razvoja, radi osiguranja redovite brige o krajobrazu, s ciljem vođenja i usklađenja promjena nastalih zbog socijalnih, gospodarskih procesa i procesa u okolišu;

### Krajobrazna politika
Krajobrazna politika znači odnos nadležnih javnih vlasti kojim ove izražavaju opća načela, strategije i smjernice koje omogućuju poduzimanje određenih mjera s ciljem zaštite, upravljanja i planiranja krajobraza;

### Cilj kvalitete krajobraza
Cilj kvalitete krajobraza znači, za određeni krajobraz, stav nadležnih javnih vlasti kojom izražavaju težnje javnosti u pogledu značajki krajobraza iz njihovog neposrednog okruženja;

### Zaštita krajobraza
Zaštita krajobraza znači djelovanje, u cilju zaštite i održavanja značajnih ili karakterističnih obilježja takvog krajobraza, što se opravdava njegovom vrijednošću kao baštine, a koja je proizašla iz prirodne konfiguracije i/ili ljudske aktivnosti;

### Planiranje krajobraza
Planiranje krajobraza znači djelovanje uvelike usmjereno na budućnost, s ciljem unapređenja, obnove ili stvaranja krajobraza.